# Scolopocerus granulosus
Scolopocerus granulosus är en insektsart som beskrevs av Barber 1914. Scolopocerus granulosus ingår i släktet Scolopocerus och familjen bredkantskinnbaggar. Inga underarter finns listade i Catalogue of Life.